# 1ª Divisão 1958 (hockey su pista)
La 1ª Divisão 1958 è stata la 20ª edizione del torneo di primo livello del campionato portoghese di hockey su pista. La manifestazione fu disputata tra il 1º luglio 1958 e il 29 gennaio 1959. Il titolo è stato conquistato dal Sintra per la terza volta nella sua storia.

## Stagione

### Formula
La 1ª Divisão 1958 vide ai nastri di partenza venti club divisi in due gironi; ogni girone fu organizzato con un girone all'italiana, con gare di andata e ritorno. Erano assegnati tre punti per l'incontro vinto e due punti a testa per l'incontro pareggiato, mentre ne era attribuito uno solo per la sconfitta. Al termine della prima fase le prime quattro squadre di ogni gruppo si qualificarono alla fase finale; la vincitrice venne proclamata campione del Portogallo.

## Prima fase

### Regional do Norte
|  | Pos. | Squadra                  | Pt | G  | V  | N | P  | GF | GS | DR  |
|  | ---- | ------------------------ | -- | -- | -- | - | -- | -- | -- | --- |
|  | 1.   | Infante de Sagres        | 48 | 18 | 15 | 0 | 3  | 99 | 40 | +59 |
|  | 2.   | Estrela                  | 46 | 18 | 13 | 2 | 3  | 90 | 37 | +53 |
|  | 3.   | Académica                | 43 | 18 | 11 | 3 | 4  | 96 | 55 | +41 |
|  | 4.   | Porto                    | 41 | 18 | 11 | 1 | 6  | 56 | 42 | +14 |
|  | 5.   | Sanjoanense              | 39 | 18 | 10 | 1 | 7  | 64 | 47 | +17 |
|  | 6.   | Carvalhos                | 32 | 18 | 4  | 6 | 8  | 38 | 58 | -20 |
|  | 7.   | Boavista                 | 32 | 18 | 6  | 2 | 10 | 46 | 90 | -44 |
|  | 8.   | Escola Livre             | 29 | 18 | 4  | 3 | 11 | 44 | 67 | -23 |
|  | 9.   | Educação Fisica Do Norte | 29 | 18 | 5  | 1 | 12 | 48 | 81 | -33 |
|  | 10.  | Paco de Rei              | 21 | 18 | 1  | 1 | 16 | 33 | 97 | -64 |

Legenda:
  Qualificata alla fase finale.
      Retrocesse in 2ª Divisão 1959.
Note:
Tre punti a vittoria, due a pareggio, uno a sconfitta.

### Regional do Sul
|       | Pos. | Squadra          | Pt | G  | V  | N | P  | GF  | GS | DR  |
| ----- | ---- | ---------------- | -- | -- | -- | - | -- | --- | -- | --- |
|       | 1.   | Sintra           | 49 | 18 | 15 | 1 | 2  | 113 | 57 | +56 |
|       | 2.   | Paço de Arcos    | 49 | 18 | 15 | 1 | 2  | 95  | 41 | +54 |
|       | 3.   | Cascais          | 43 | 18 | 11 | 3 | 4  | 66  | 47 | +19 |
|       | 4.   | Benfica          | 40 | 18 | 10 | 2 | 6  | 84  | 57 | +27 |
|       | 5.   | Campo de Ourique | 36 | 18 | 9  | 0 | 9  | 68  | 60 | +8  |
| [ 1 ] | 6.   | Oeiras           | 33 | 18 | 7  | 1 | 10 | 57  | 75 | -18 |
|       | 7.   | Mundet           | 29 | 18 | 5  | 1 | 12 | 50  | 97 | -47 |
|       | 8.   | Parede           | 27 | 18 | 4  | 1 | 13 | 51  | 76 | -25 |
|       | 9.   | CF Benfica       | 27 | 18 | 2  | 5 | 11 | 39  | 75 | -36 |
|       | 10.  | Sporting CP      | 27 | 18 | 4  | 1 | 13 | 47  | 85 | -38 |

Legenda:
  Qualificata alla fase finale.
      Retrocesse in 2ª Divisão 1959.
Note:
Tre punti a vittoria, due a pareggio, uno a sconfitta.

## Fase finale
|  | Pos. | Squadra           | Pt | G  | V  | N | P  | GF | GS | DR  |
|  | ---- | ----------------- | -- | -- | -- | - | -- | -- | -- | --- |
|  | 1.   | Sintra            | 36 | 14 | 11 | 0 | 3  | 59 | 39 | +20 |
|  | 2.   | Benfica           | 34 | 14 | 10 | 0 | 4  | 71 | 37 | +34 |
|  | 3.   | Paço de Arcos     | 34 | 14 | 9  | 2 | 3  | 47 | 40 | +7  |
|  | 4.   | Infante de Sagres | 30 | 14 | 7  | 2 | 5  | 49 | 38 | +11 |
|  | 5.   | Oeiras            | 26 | 14 | 6  | 0 | 8  | 39 | 39 | 0   |
|  | 6.   | Estrela           | 24 | 14 | 5  | 0 | 9  | 38 | 50 | -12 |
|  | 7.   | Académica         | 21 | 14 | 3  | 1 | 10 | 36 | 57 | -21 |
|  | 8.   | Porto             | 19 | 14 | 2  | 1 | 11 | 26 | 65 | -39 |

Legenda:
      Campione del Portogallo.
Note:
Tre punti a vittoria, due a pareggio, uno a sconfitta.